# 대방광불화엄경 진본 권21
대방광불화엄경 진본 권21(大方廣佛華嚴經 晋本 卷二十一)은 인천광역시 연수구에 있는 불경이다. 2015년 12월 2일 인천광역시의 유형문화재 제72호로 지정되었다.

## 개요
「대방광불화엄경」은 화엄종의 소의경전으로서 대승 불교의 역사 속에서 널리 읽힌 경전으로 「화엄경」이라고 한다. 그 영향은 화엄종의 범위를 넘어서 선종에까지 크게 미쳤다. 이 경은 불타발다라(佛馱跋다羅)가 번역한 60권 경전으로 「구역화엄경」,「육십화엄」,「진본화엄경」,「진경화엄경」이라고도 한다. 전체 34품의 큰 경전으로 각각의 품들이 개별적으로 이루어진 뒤 유통되다가 후대에 집대성된 것으로 알려져 있다.
이 책은 1244년(고려 고종 31년, 갑진)에 대장도감에서 간행한 재조본 고려대장경(팔만대장경) 판본의 하나이다. 전 60권 가운데 권21의 한 축이다. 판수제는「진경(晉經)」이다. 두루마리 형태의 이 책은 중급의 얇은 닥종이에 인쇄되어 있다. 상하 여백부분을 잘라놓았는데 맨 위의 글자가 잘려나간 부분도 있다. 추측컨대, 작은 불상의 복장물이었던 것으로 추정된다. 지질과 인쇄상태로 보아 조선전기의 인쇄본으로 보인다. 같은 시기에 간행된 동일한 간본은 전하는 것이 매우 드물다.

## 참고 문헌
- 대방광불화엄경 진본 권21 - 국가유산청 국가유산포털